# ホワイト学割
ホワイト学割（ホワイトがくわり）は、SoftBankが2008年から、毎年行っている期間限定の携帯電話の割引プランの総称である。

## 概要
対象機種の購入を伴う児童・学生の新規加入者が対象。
このサービスにおける学生とは、小学生から専門学校生・大学生、及び大学通信制・高校通信制の学生であり、学校教育法対象外の英会話学校などの生徒は含まない。年齢制限はないが学生1人につき1台までの契約となる。
契約はディズニー・モバイル携帯電話でも可能。
ホワイト学割with家族2010からは、iPhoneも対象機種となる。
サービス内容は、ホワイトプランの全額または半額を割り引き、パケットし放題の定額料の下限は0円とするなどあり、年度により様々である。
当初は、対象学生のみであったが、2009年より家族を含むサービスを提供している。
対象の期間は、学生は3年間であるが、家族に関しては提供時期及び契約条件により1年から3年間となっている。
また、対象期間を短くする事で、グッズを選択する事も可能である。

## ホワイト学割
2008年2月1日から2008年9月30日まで（当初は5月31日まで）受付。
また、2008年3月31日時点でソフトバンクと契約済みで、過去にホワイト学割の適用を受けていない学生ユーザーは、4月15日以降のソフトバンク携帯電話の購入を伴う最初の機種変更（契約変更・買い増し）のときに申し込める。ただしiPhone 3Gはホワイト学割の対象外である。既存の学生ユーザーへの対応は、同年4月1日に発表された。
サービス内容はホワイトプラン+パケットし放題+S!ベーシックパックの3つである。ホワイトプランの基本使用料は3年間0円（その間に卒業しても継続可）、パケットし放題の定額料の下限は0円である。
「新スーパーボーナス」で携帯電話端末を購入する場合の割引制度である月月割は、携帯電話端末の月賦分ではなく携帯電話の利用料金を割り引くため、ホワイト学割もホワイトプランも請求額がさほど変わらないケースがある（例：月賦980円・割引額980円の端末を購入し『全く利用しない場合』は、988円(＝S!ベーシックパック315円-特別割引315円+分割月賦980円+ユニバーサル利用料8円)の請求となる。323円の請求となるわけではない）。
2008年3月1日より専用のコンテンツ割引・無料提供のサイト「コンテンツ学割クラブ」を開設した。学生ユーザーのシェアでは同社は全体の7%程度と少なく、加入者の増加を意図している。
『ご家族ご紹介プログラム』もしくは『お友だちご紹介プログラム』と併用できる。
発案者は孫正義社長。
2008年5月26日に新規加入者の受付期限を同年9月30日までに延期することを発表。

## ホワイト学割 with 家族
2009年2月2日に発表、2009年2月3日から9月30日まで（当初は3月31日まで）受付されている。
学生とその家族の基本使用料が3年間半額の490円になるサービス。対象は学生とその家族で、携帯電話機購入を伴うソフトバンク3Gサービス新規契約時に同時に申し込むことが条件（家族は学生と同時かそれ以降で3月31日までに）。またディズニーモバイルへの契約・端末購入でも加入できる。
なお、3月21日に受付を5月31日までに延長すると発表。
そののち大好評のためといった理由で5月19日に9月30日までの受付再延長がアナウンスされた。

## ホワイト学割 with 家族 2010
2010年2月3日発表、2010年2月4日〜5月31日まで受付。学生は3年間、その家族は15か月間の基本使用料が無料に、パケットし放題が0円スタートになるサービス。3G携帯電話（iPhone含む）の購入を伴う新規加入と同時に申し込んだ場合に限り適用される。

## ホワイト学割 with 家族 2011
2011年1月28日〜5月31日まで受付。学生は3年間、その家族は他社からの乗換で2年間で乗換でない場合は1年間、基本料とパケットし放題が0円スタート。
iPhoneを含む対象機種の購入を伴う新規加入の場合に適用される。
グッズを選択すると対象期間は短くなる。学生なら33か月無料＋お父さん一言タオルセットや29か月無料＋お父さんお風呂上がりセット。乗換の家族なら21か月無料＋お父さん一言タオルセットや17か月無料＋お父さんお風呂上がりセット。それ以外の家族なら9か月無料＋お父さん一言タオルセットや5か月無料＋お父さんお風呂上がりセット。

## ホワイト学割 with 家族 2012
2012年1月20日〜5月31日まで受付。学生とその家族（他社から乗換の場合、乗換でない場合）は基本料とパケットし放題が0円スタート。 iPhoneを含む対象機種の購入を伴う新規加入の場合に適用される。
学生なら37か月無料もしくは27か月無料＋お父さん折りたたみ自転車。
家族で乗換なら、37か月無料もしくは27か月無料＋お父さん折りたたみ自転車。
家族で非乗換なら、16か月無料もしくは6か月無料＋お父さん折りたたみ自転車。

## ホワイト学割 with 家族 2013
2013年1月25日〜5月31日まで受付。

## ホワイト学割 with 家族 2014
2014年1月16日〜6月1日まで受付。

## 家族の学割
2015年1月17日〜5月31日まで受付。
2015年の学割。割引対象者が拡大し、学生を含む25歳以下のユーザーとその家族を対象に月額料金の割引などが適用される。

## ギガ学割
2016年1月15日〜5月31日まで受付。
通信料金の割引の他、パケット定額サービスの定額で利用できるデータの増量も選べるようになった。

## SUPER STUDENT
2017年1月21日〜5月31日まで受付。